# Mikael Svahn
Mikael Svahn, mer känd som Micke Svahn, född 10 februari 1963 i Stockholm, är en svensk frilansmusiker, låtskrivare och musikproducent bosatt i Hedemora. Han har varit heltidsmusiker sedan 1985.

## Biografi
Mikael Svahn är utbildad vid Kungliga Musikhögskolan i Stockholm i Stockholm där han tog examen 1988.
Han har arbetat som musiker på Wallmans salonger. Efter tiden på Wallmans turnerade han med komikern och trollkarlen Håkan Berg, Martin Stenmarck och teknikern Joacim Fagerström i musik- och komediföreställningen "Showduellen" åren 1998–1999. Den spelades även på Mosebacke 1998, Sommarnöje Örebro 1999, Julshower på Teatrix 1999 och på Gröna Lund-teatern våren 2000.
Svahn och Håkan Berg fortsatte att arbeta tillsammans i föreställningarna En helt suverän föreställning - 5 Getingar år 2003, Håkan Berg och andra skämt år 2004 samt Håkan Berg & Micke Svahn show år 2005.
Svahn medverkade som pianist/låtinstuderare/Jam-lärare/låtskrivare i samtliga säsonger av Fame Factory på TV3.
Svahn har startat flera musikgrupper, bland andra Bubblegum Ride och Svahnmärkt.
Han framför och sätter upp shower tillsammans med Håkan Berg som dennes pianist och gitarrist.
Svahn har även skrivit musik till och tillsammans med andra artister, bland andra Martin Stenmack

## Diskografi

### Album
- 1992 - La la la![11]
- 2011 - The First Record
- 2016 - Stories From Captains & Kings